# Conus marmoreus
Conus marmoreus là một loài ốc biển săn mồi, là động vật thân mềm chân bụng sống ở biển trong họ Conidae. Loài này phân bố ở vùng biển Ấn Độ Dương-Thái Bình Dương và được tin là chủ yếu ăn các loài ốc biển khác bao gồm các con ốc khác cùng họ.
Loài ốc này độc như các loài trong họ khác. Tuy nhiên nọc độc ít độc hơn các loài cùng họ, đặc biệt so với các loài ăn cá và không nguy hiểm đối với con người .
Conus marmoreus bơm chất độc vào cơ thể con mồi khiến thịt của chúng biến thành dịch lỏng rồi hút.

## Hình ảnh

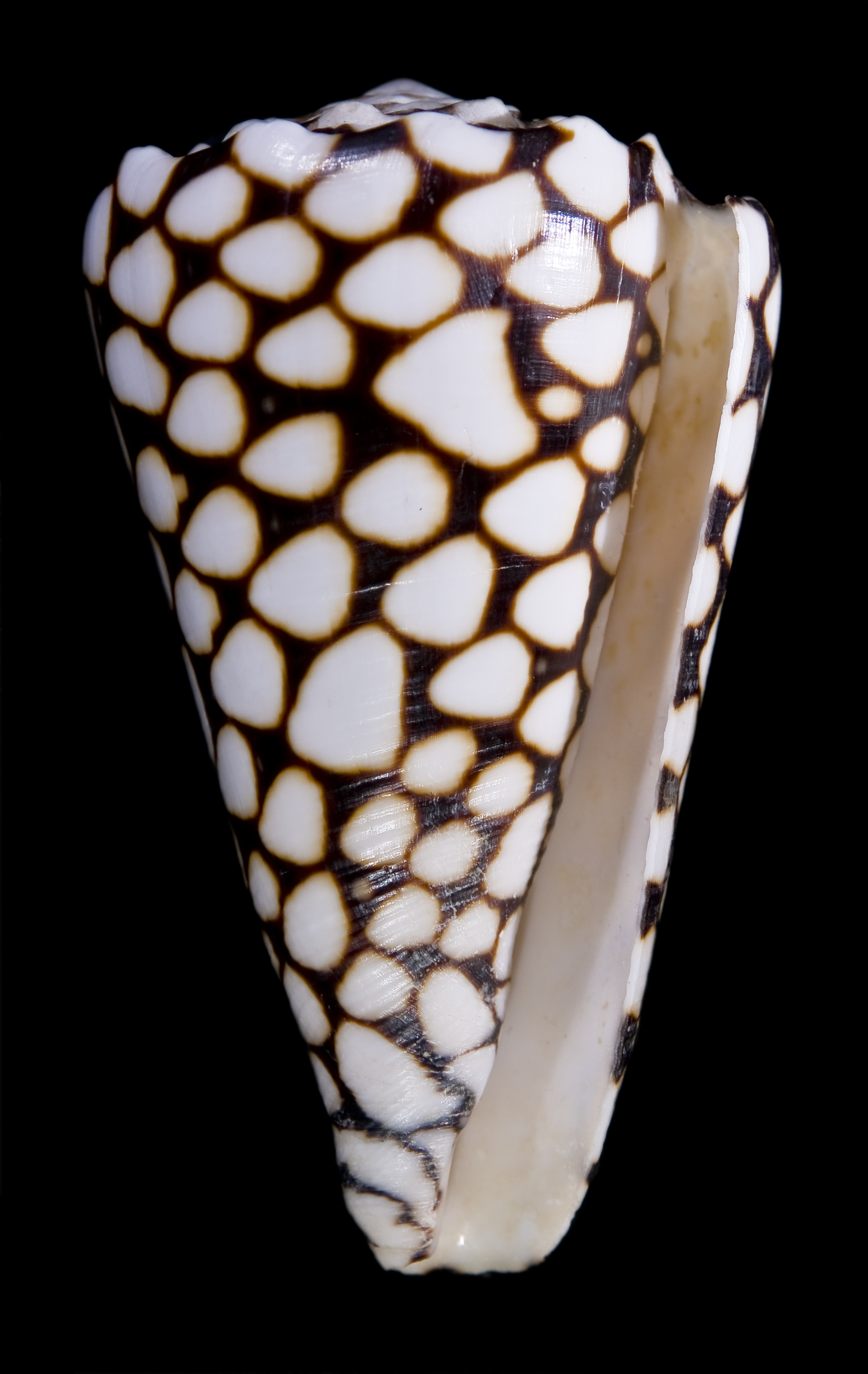
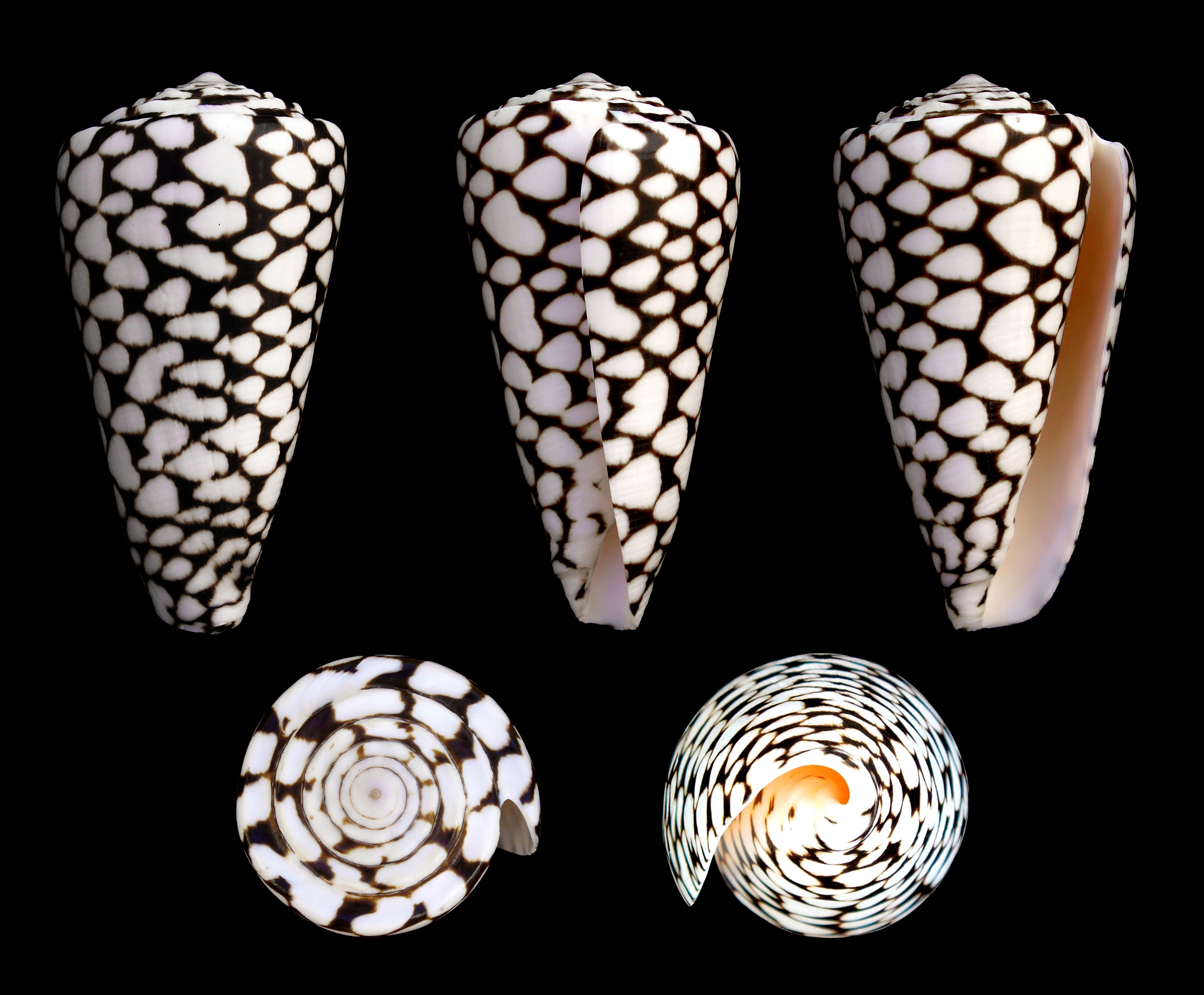
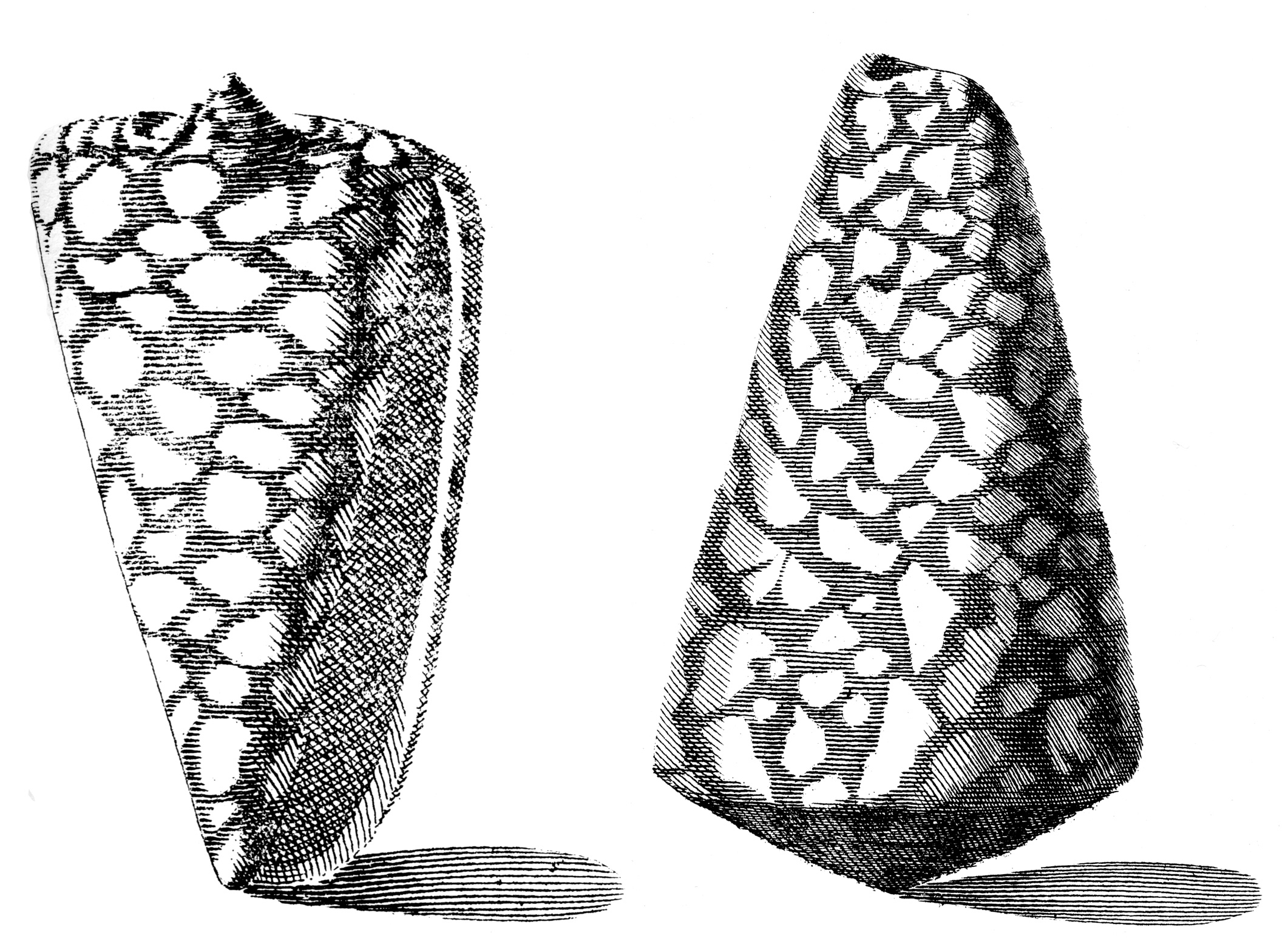
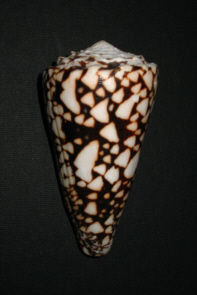